# نازمی جانستن
نازمی جانستن (به انگلیسی: Naazmi Johnston) ژیمناست زادهٔ ۲۸ نوامبر ۱۹۸۸ میلادی اهل کشور استرالیا است.